# Gideon Klein
Gideon Klein (ur. 6 grudnia 1919 w Przerowie, zm. 27 stycznia 1945 w KZ Fürstengrube) – czeski pianista i kompozytor żydowskiego pochodzenia.

## Życiorys
Urodził się w Przerowie na Morawach. W 1930 roku przyjechał do Pragi, aby uczestniczyć w kursach sztuki w gimnazjum im. Jiráska oraz pobierać prywatne lekcje gry na fortepianie. Pod koniec 1938 roku rozpoczął studia pianistyczne w praskim konserwatorium w klasie Viléma Kurza, oraz jednocześnie studia filozoficzne i muzykologiczne na Uniwersytecie Karola w Pradze. Te pierwsze ukończył po zaledwie roku, zaś drugie musiał przerwać z powodu zamknięcia przez nazistów wszystkich uczelni wyższych w Protektoracie Czech i Moraw. Mimo wybuchu II wojny światowej jeszcze przez kolejny rok Klein pobierał prywatne lekcje kompozycji u Aloisa Háby.
W grudniu 1941 roku został przywieziony w jednym z pierwszych transportów do obozu w Theresienstadt. Tam natychmiast, w początkowym okresie nielegalnie, a następnie za pozwoleniem koncertował. Pierwsze koncerty dawał wraz z Bernhardem Kaffem na półzdezelowanym fortepianie. Według zachowanych relacji, Klein jako solista występował przynajmniej 15 razy, grając repertuar opracowany w czasie swej krótkiej kariery pianistycznej między końcem studiów a deportacją do obozu. Oprócz tego uprawiał również kameralistykę, koncertując wraz z Friedrichem Markiem i Pavlem Klingiem. W obozie napisał również kilka utworów i kompozycji, które tylko cząstkowo zachowały się do dziś.
W październiku 1944 roku został deportowany do Auschwitz-Birkenau, a następnie do obozu w Fürstengrube, gdzie zginął 27 stycznia 1945 roku.